# Logopolis
Logopolis – siódma i ostatnia historia 18. sezonu brytyjskiego serialu science-fiction Doktor Who, składająca się łącznie na 4 odcinki, emitowane w częstotliwości raz na tydzień. Pierwszy odcinek tej historii został wyemitowany 28 lutego, a ostatni 21 marca 1981 roku. Scenariusz historii napisał Christopher H. Bidmead, a reżyserem był Peter Grimwade.
Jest to ostatni regularny występ Toma Bakera w roli czwartego Doktora, natomiast pierwszy Petera Davisona w roli piątego Doktora. W tej historii  po raz pierwszy na ekranie występuje Janet Fielding w roli nowej towarzyszki Doktora, Tegan Jovanki. Natomiast Nyssa (w tej roli Sarah Sutton), która wystąpiła w poprzedniej historii, The Keeper of Traken, również od tego odcinka rozpoczyna podróż z Doktorem.
Nazwa odcinka – Logopolis oznacza nazwę planety, którą w tej historii odwiedza Doktor wraz z towarzyszami.

## Fabuła
Doktor wraz z Adricem postanawia naprawić obwód kameleona, korzystając z pomocy matematyków z planety Logopolis. Gdy Mistrz dowiaduje się o tych planach, zamierza mu przeszkodzić. Doktor wraz z Adricem zauważają, że wewnątrz TARDIS pojawiła się kolejna TARDIS, a dalej kolejna. Doktor postanawia zaryzykować i wchodzi do kolejnych TARDIS. Tymczasem Tegan Jovanka, młoda stewardesa z Australii, jedzie na lotnisko Heathrow wraz ze swoją ciotką. Jednak podczas podróży łapią gumę i Tegan, szukając pomocy, wchodzi do TARDIS. Tegan postanawia rozejrzeć się po korytarzach i szybko się gubi.
Po pewnym czasie Doktor i Adric wychodzą z tyłu właściwego TARDIS. Wówczas policjanci podejrzewają ich o porwanie Tegan i jej ciotki. Doktor zauważa z oddali obserwatora całego zdarzenia. Doktorowi i jego towarzyszowi udaje się uwolnić, po czym uciekają do TARDIS. Doktor postanawia wraz z Adricem udać się na planetę Logopolis. Podczas lotu zauważają zagubioną Tegan, która dowiaduje się, że jej ciotka nie żyje.
Doktor wraz z Adricem i Tegan dolatują do Logopolis. Tam witają się z przywódcą mieszkańców – Monitorem, oraz znajomą Doktora i Adrica, Nyssą. Doktor zauważa, że mieszkańcy planety zaczynają ginąć w tajemniczych okolicznościach. Okazuje się, że sprawcą tych wydarzeń jest Mistrz, który korzystał z Projektu Phatos z Ziemi, by zamienić Logopolis w pył. Skutkiem tych planów może być śmierć cieplna Wszechświata. Doktor i Mistrz postanawiają razem współpracować, by naprawić tragiczne skutki działania.
Wracają na Ziemię. Podczas gdy towarzysze Doktora odwracają uwagę strażników, Doktor i Mistrz zmierzają do sterowni, gdzie udaje im się włączyć odpowiedni program. Tymczasem Mistrz ujawnia swe zamiary, grożąc zatrzymaniem programu. Doktor zmuszony jest wspiąć się na teleskop i odłączyć go ręcznie. Udaje mu się, lecz ostatecznie spada z anteny teleskopu. Leżąc na ziemi, otoczony przez towarzyszy regeneruje się w swoje kolejne, piąte wczielenie.

### Nawiązania do innych historii
- Logopolis jest częścią trylogii, w której skład wchodzą również poprzednia historia – The Keeper of Traken oraz kolejna – Castrovalva (1982). Głównym motywem trylogii jest przeciwdziałanie wydarzeniom tworzonych przez Mistrza.
- Doktor i Adric na początku rozważają zniszczenie pokoju Romany, by zwiększyć moc TARDIS. Romana odeszła od załogi TARDIS w historii Warriors' Gate (1981).
- Zanim Doktor spada z anteny, przypomina sobie swoich przeciwników kpiących z niego: Mistrza, Daleka, Kapitana piratów, Cyber-lidera, Davrosa, Sontarianina, Zygona oraz Czarnego Strażnika. Po upadku przypomina sobie swoich towarzyszy i przyjaciół: Sarę Jane Smith, Harry'ego Sullivana, Brygadiera Lethbridge-Stewarda, Leelę, K-9 oraz obie regeneracje Romany.
- Historia ta po części tłumaczy pojawienie się Doktora, Adrica, Romany i K9 w e-przestrzeni w historiach Full Circle, State of Decay i Warriors' Gate

## Emisja
| Odcinek                 | Data premiery  | Czas  | Oglądalność (w milionach) |
| ----------------------- | -------------- | ----- | ------------------------- |
| "Część Pierwsza"        | 28 lutego 1981 | 24:32 | 7,1                       |
| "Część Druga"           | 7 marca 1981   | 24:03 | 7,7                       |
| "Część Trzecia"         | 14 marca 1981  | 24:32 | 5,8                       |
| "Część Czwarta"         | 21 marca 1981  | 25:10 | 6,1                       |
| [ 2 ] [ 4 ] [ 5 ] [ 1 ] |                |       |                           |

## Wydania komercyjne

### Wersja książkowa
Wersję książkową tej historii napisał Christophera H. Bidmeada. Została ona wydana 21 października 1982 roku przez wydawnictwo Target Books.
Książka została odczytana na potrzeby BBC Audiobooks w lutym 2010 roku. Audiobook został wydany z zupełnie nową okładką.

### Nośniki domowe
Historia została wydana na nośniki VHS w marcu 1992 roku. W styczniu 2007 roku historia trafiła na płyty DVD wraz z historiami The Keeper of Traken oraz Castrovalva jako część trylogii The Beginnings.